# Mesoceration barriotum
Mesoceration barriotum är en skalbaggsart som beskrevs av Perkins 2008. Mesoceration barriotum ingår i släktet Mesoceration och familjen vattenbrynsbaggar. Inga underarter finns listade i Catalogue of Life.